# Hilarographa youngiella
Hilarographa youngiella es una especie de polilla de la familia Tortricidae.
Fue descrita científicamente por Busck en 1922.